# Felice Salis
Felice Salis (* 8. Juli 1938 in Cagliari; † 2. Dezember 2021 ebenda) war ein italienischer Hockeyspieler.
Felice Salis wurde mit der Società Ginnastica Amsicora mehrfacher italienischer Meister. Er gehörte bei den Olympischen Spielen 1960 in Rom der italienischen Hockeynationalmannschaft an und bestritt dabei alle fünf Spiele des Teams. Die Mannschaft belegte den 13. Platz.
Nach seiner aktiven Karriere wurde er Jugendtrainer seines Clubs und gewann mit diesem den italienischen Jugendmeistertitel.